# مابی
مابی (انگلیسی: Mabe) شرکت لوازم خانگی مکزیکی است، که در سال ۱۹۴۶ تأسیس شد.و سهام آن متعلق به چین است